# Ayla Erduran
Ayla Erduran, née le 22 août 1934 et morte le 7 janvier 2025, est une violoniste classique turque. 
Elle a étudié à Istanbul, à Paris, aux États-Unis et à Moscou. Une cinquième place au Concours de violon Henryk Wieniawski de 1957 lui a ouvert une carrière internationale. Elle effectue de nombreuses tournées, notamment au Moyen-Orient avec l'Orchestre symphonique présidentiel (en) et en Afrique avec la pianiste Verda Erman en 1968. Elle a enseigné le violon à Lausanne, en Suisse, de 1973 à 1990.

## Biographie

### Jeunesse et éducation
Erduran nait le 22 août 1934 à Istanbul, fille de Kadriye Erduran et de l'urologue Behcet Sabit Erduran,. Sa mère est d'origines arméniennes, roums, italiennes et polonaises. Ayla est nitiée au violon par sa mère qui jouait de cet instrument,. Elle commence à étudier avec Karl Berger à l'âge de quatre ans et donne son premier récital, accompagnée de Ferdi Statzer (en), au profit de l'Agence de protection de l'enfance au cinéma Saray, à l'âge de 10 ans,,. Elle étudie le violon avec Karl Berger. Elle joue souvent pour les invités qui viennent chez elle, notamment Fuad Köprülü, Yunus Nadi ou Yahya Kemal. En 2015, Erduran rappelle que ses études musicales intensives, encouragées par sa mère, ont entraîné un isolement dans son enfance.
Elle étudie ensuite le violon au Conservatoire de Paris de 1946 à 1951 et obtient son diplôme avec mention très bien,. Après avoir obtenu son diplôme elle se rend aux États-Unis où elle étudie avec Ivan Galamian et Zino Francescatti jusqu'en 1955,. De 1957 à 1958 Erduran étudie avec David Oistrakh au Conservatoire de Moscou,. Elle a remporté le cinquième prix du concours de violon Henryk Wieniawski en 1957,.

### Carrière
En 1958 Erduran crée le Concerto pour violon d'Ulvi Cemal Erkin en Belgique, dirigée par le compositeur lors de sa tournée au Moyen-Orient en 1963,. En 1964, elle se produit pour la première fois à Londres. Son concert  au Royal Albert Hall de Londres l'année suivante est diffusé en direct par la BBC. La même année Erduran interprète également le Concerto pour violon de Sibelius avec l'Orchestre de la Suisse Romande à Genève, dirigé par Ernest Ansermet, à l'occasion du 100e anniversaire de Sibelius. Pendant une grande partie de sa carrière Erduran n'aime pas être soliste, trouvant cela solitaire ; ce n'est qu'à l'âge de 50 ans qu'elle apprécie ses performances en solo.
Sa tournée africaine, avec la pianiste turque Verda Erman, commencé en 1968. À partir des années 1970 Erduran se et à jouer uniquement du Bach car selon elle il est le seul compositeur qui peut guérir son âme après le meurtre de sa cousine et de sa tante. En 1971 elle reçoit le titre d'Artiste d'État de la République de Turquie. En 1977 elle rejoint à nouveau l'Orchestre symphonique présidentiel, cette fois pour une tournée européenne de trois semaines.
Erduran a joué avec de grands orchestres, notamment le London Symphony Orchestra, l'Orchestre symphonique allemand de Berlin et l'Orchestre philharmonique tchèque. Ses performances ont été diffusées à la radio au Canada, en Suisse, en Angleterre, en Allemagne, au Brésil, en Bulgarie, en Russie, en Pologne, en Irak, aux Pays-Bas et aux États-Unis. Erduran a joué avec des musiciens connus, tels que Yehudi Menuhin, Henryk Szeryng, le Navarra String Quartet, Igor Oistrakh, Valery Oistrakh, Victor Pikayzen, Guy Fallot, Collins ou Mieczysław Weinberg,. En 1985 elle enregistre le Concerto pour violon de Johannes Brahms avec l'Orchestre philharmonique de Londres.
Elle enseigne le violon de 1973 à 1990 en Suisse, notamment lors de master classes au Conservatoire de Lausanne. Après cela elle retourne définitivement vivre à Istanbul.

### Vie personnelle
Erduran ne s'est jamais mariée et n'a jamais eu d'enfants, ce qu'elle attribue au temps que sa carrière exigeait. Cependant, elle a déclaré dans une interview qu'elle aurait adoré le faire. Elle a continué à jouer du violon dans ses dernières années pendant trois à quatre heures par jour.
Erduran meurt le 7 janvier 2025 à Istanbul à l'âge de 90 ans,. Sa mort est annoncée par Gülsin Onay (en). Le 9 janvier 2025, après la cérémonie au Centre culturel Atatürk et la prière funéraire à la mosquée Taksim (en), elle est enterrée dans la parcelle de sa famille au cimetière Zincirlikuyu à Istanbul,.

## Prix et reconnaissance
- 1957 : Concours de violon Henryk Wieniawski, cinquième place[15]
- 1964 : Prix Harriet Cohen-Olga Veryney[5]
- 1970 : Prix Beethoven, Pays-Bas[5]
- Artiste d'État de la République de Turquie, 1971[2]
- 2006 : Médaille d'or, Sevda Cenap And Muzik Vakfı (tr) (SCAMV) à Ankara [4],[16]
- 2012 : Médaille d'Honneur – Médaille de Vermeil, Société d'Encouragement au Progrès et Sénat français[1]
- 2015 : Prix d'honneur, Festival D-Marin[3]